# أوركسترا نيويورك الفيلهارمونية
أوركسترا نيويورك الفيلهارمونية هي أوركسترا من نيويورك،الولايات المتحدة،تأسست في 1842 وهي واحدة من خمس فرق أوركسترا أمريكية يشار إليها عادة باسم «الخمسة الكبار».